# Phreodrilidae
Phreodrilidae ist der Name einer Familie im Salzwasser oder Süßwasser lebender Wenigborster (Oligochaeta) in der Ringelwurm-Klasse der Gürtelwürmer (Clitellata), die in gemäßigten Breiten der Südhalbkugel verbreitet sind.

## Merkmale
Der weißlich-rosafarbene bis rote, einige Zentimeter lange Körper der Phreodrilidae trägt vier Reihen von Borsten, bauchseitig in Zweierbündeln ab dem 2. Segment, die entweder beide gegabelt und gleich dick sind oder eine dickere Borste und eine einfache spitze dünnere Borste, rückenseitig nur haarige Borsten mit einfacher Spitze ab dem 3. Segment.
Der Oesophagus bildet keinerlei Kaumagen.
Das ringförmige Clitellum der Zwitter besteht aus einer Zellschicht und umfasst etwa 4 Segmente, beginnend mit dem 12. oder 13. Segment. Die Tiere haben ein Paar Hoden im 11. Segment und ein Paar Eierstöcke im 12. Segment sowie paarige Receptacula seminis, die am Bauch oder am Rücken im 13. Segment nach außen münden. Das Paar der männlichen Geschlechtsöffnungen befindet sich im 12. Segment, das Paar der weiblichen Geschlechtsöffnungen in der Furche zwischen dem 12. und 13. Segment. Die Eitrichter sitzen an der Scheidewand vom 12. zum 13. Segment oder führen in Vestibulae der Receptacula seminis. Hängende Penisse oder ausstülpbare Pseudopenisse sind meist vorhanden. Ungeschlechtliche Fortpflanzung kommt – wenn überhaupt – nur selten vor.

## Verbreitung, Lebensraum und Lebensweise
Die Phreodrilidae sind in den gemäßigten Breiten der Südhalbkugel (Neuseeland, Australien, Südamerika, Südafrika) verbreitet. Sie sind Süßwasser- oder Küstenbewohner.

## Systematik
Frank Evers Beddard beschrieb 1891 die in Neuseeland lebende Typusart Phreodrilus subterraneus gleichzeitig mit der Gattung Phreodrilus und der Familie Phreodrilidae. Er wählte den Namen Phreodrilus nach dem griechischen Wort φρέαρ „Brunnen“ und δρίλος „Regenwurm“, während das lateinische subterraneus „unterirdisch“ bedeutet.
Nach der Systematik der Oligochaeta von 1988 von Barrie G. M. Jamieson gehören die Phreodrilidae zur Ordnung Tubificida, doch wird dieses Taxon auf Grundlage von Arbeiten von Erséus und Källersjö von 2004 nicht mehr als monophyletisch betrachtet. Hiernach bilden die Phreodrilidae zusammen mit den Naididae (einschließlich der ehemaligen Tubificidae), Haplotaxidae und Propappidae ein monophyletisches Taxon.
Die Phreodrilidae umfassen 2 Unterfamilien mit folgenden 7 Gattungen:
Phreodrilinae Brinkhurst, 1991
- Antarctodrilus Brinkhurst, 1965
- Phreodrilus Beddard, 1891

Phreodriloidinae Brinkhurst, 1991
- Astacopsidrilus Goddard, 1909
- Insulodrilus Brinkhurst, 1991
- Nesodrilus Pinder & Brinkhurst, 1997
- Phreodriloides Benham, 1907
- Schizodrilus Stout, 1958